# Gargetta nagaensis
Gargetta nagaensis är en fjärilsart som beskrevs av George Francis Hampson 1892. Gargetta nagaensis ingår i släktet Gargetta och familjen tandspinnare. Inga underarter finns listade i Catalogue of Life.